# 何聲灝
何聲灝（1864年—？），字伯梁，号蔗庵，安徽省安慶府望江縣人，清朝政治人物、進士出身。何芷舠之子。

## 简介
光绪十一年，江南鄉試中舉；光緒十六年，登進士，同年五月，改翰林院庶吉士，后任户部山东司主事，记名军机章京。